# Condado de Saluda
El condado de Saluda (en inglés: Saluda County, South Carolina), fundado en 1896, es uno de los 46 condados del estado estadounidense de Carolina del Sur. En el año 2000 tenía una población de 29 881 habitantes con una densidad poblacional de 16 personas por km². La sede del condado es Saluda.

## Geografía
Según la Oficina del Censo, el condado tiene un área total de 1197 km² (462,2 mi²), de la cual 1171 km² (452,1 mi²) es tierra y 23 km² (8,9 mi²) es agua.

### Condados adyacentes
- Condado de Newberry norte
- Condado de Lexington este
- Condado de Aiken sur
- Condado de Edgefield sudoeste
- Condado de Greenwood noroeste

### Área Nacional Protegida
- Bosque Nacional Sumter (parte)

## Demografía
En el 2000 la renta per cápita promedia del condado era de $35 774, y el ingreso promedio para una familia era de $41 603. El ingreso per cápita para el condado era de $16 328. En 2000 los hombres tenían un ingreso per cápita de $29 221 contra $21 395 para las mujeres. Alrededor del 15.60% de la población estaba bajo el umbral de pobreza nacional.

## Lugares

### Ciudades y pueblos
- Batesburg-Leesville (Parte)
- Ridge Spring
- Saluda
- Ward